# Zarratón
Zarratón település Spanyolországban, La Rioja autonóm közösségben. Zarratón Haro, Rodezno, Cidamón, Castañares de Rioja, Tirgo és Casalarreina községekkel határos. Lakosainak száma 255 fő (2024).

## Népesség
A település népessége az elmúlt években az alábbi módon változott:
| Lakosok száma | 247  | 248  | 265  | 328  | 299  | 275  | 253  | 264  | 258  | 255  |
|               | 2001 | 2004 | 2007 | 2009 | 2012 | 2014 | 2017 | 2019 | 2022 | 2024 |